# Darcythompsonia fairliensis
Darcythompsonia fairliensis är en kräftdjursart som först beskrevs av T. Scott 1899.  Darcythompsonia fairliensis ingår i släktet Darcythompsonia och familjen Darcythompsoniidae. Arten har ej påträffats i Sverige. Inga underarter finns listade i Catalogue of Life.